# وفاة سوشانت سينغ راجبوت
في 14 يونيو 2020، عُثر على الممثل الهندي سوشانت سينغ راجبوت معلقًا من مروحة السقف في منزله في باندرا، مومباي، وأُعلن عن أنّ سبب الوفاة هو الانتحار. خلصت تقارير التشريح الرسمية إلى أنه توفي متأثراً بالاختناق بسبب الشنق. وبدأت شرطة مومباي تحقيقا في الوفاة التي أحاطتها شائعات وتكهنات.

## الجدول الزمني
قبل أسبوع من انتحاره، أجرى راجبوت بحثًا عن ثلاثة أشخاص عدة مرات على موقع جوجل: ديشا ساليان، مديره السابق الذي توفي قبله بحوالي أسبوع، تقارير إخبارية تحتوي على اسمه، ومعلومات عن مرض عقلي.
في الثالث عشر من يونيو عام 2020، وتحديداً في الليلة التي سبقت يوم وفاته، جلس راجبوت في غرفة نومه بعد العشاء. وفي حوالي الثانية صباح يوم الأحد 14 يونيو أجرى مكالمتين هاتفيتين حاول في الأولى الاتصال بممثلة بوليوود ريا تشاكرابورتي والأخرى للممثل التلفزيوني ماهيش شيتي. لم يجب عليه أي منهما وقتها. استيقظ راجبوت في وقت مبكر من الصباح التالي. وبعد مرور بعض الوقت، بحث على جوجل عن معلوماتٍ حول «الفصام» و «الاضطراب ثنائي القطب» و«الموت غير المؤلم».
اعتاد اثنان من أصدقاء راجبوت العيش معه في مسكنه. تحدث راجبوت مع شقيقته صباح يوم 14 يونيو حوالي الساعة التاسعة صباحًا وبعد ساعة واحدة أي في تمام العاشرة صباحاً تناول كوبًا من العصير وأقراصَه العلاجية. وحوالي الساعة 11:30 صباحًا، طرق الطباخ باب الغرفة عدة مرات لتأكيد قائمة الطعام لذلك اليوم. لم يتلق لا هو ولا أصدقاء راجبوت أي ردّ فاتصلوا بصانع مفاتيح لفتح الباب الموصد، ثم اتصلوا بأخت راجبوت والشرطة. وعُثر عليه متدليًا من مروحة السقف. ولم يُعثر على رسالة انتحار في المكان.

## الجنازة
قام والد راجبوت بإحراق جثته في Hans Crematorium ،Vile Parle يوم 15 يونيو. حضر الجنازة الممثلون كريتي سانون، شرادا كابور، فيفيك أوبيروي، رانفير شوري وغيرهم.